# Edouard Zeckendorf
Edouard Zeckendorf (ur. 2 maja 1901 w Liège, zm. 16 maja 1983 w Liège) – belgijski lekarz wojskowy i matematyk. W matematyce znany głównie dzięki dowodowi twierdzenia Zeckendorfa, dotyczącego liczb Fibonacciego, nazwanego później jego nazwiskiem. 

## Życiorys
Zeckendorf był synem holenderskiego dentysty. W 1925 r. uzyskał stopień doktora medycyny Uniwersytetu w Liège i wstąpił do korpusu medycznego armii belgijskiej. Podczas inwazji niemieckiej na Belgię w 1940 r. Zeckendorf został pojmany i pozostał więźniem aż do 1945 r. W tym okresie zapewniał opiekę medyczną innym więźniom wojennym.
Zeckendorf zakończył służbę w armii w roku 1957 w randze pułkownika.